# غلامحسین لطفی
غلامحسین لطفی (زادهٔ ۲۳ آبان ۱۳۲۸ در قزوین) نویسنده، کارگردان و بازیگر سینما و تلویزیون اهل ایران است.
وی دارای مدرک کارشناسی ارشد بازیگری و کارگردانی از دانشکده هنرهای زیبای دانشگاه تهران در سال ۱۳۶۱ و دکترای افتخاری تئاتر است. او علاوه بر بازیگری به نویسندگی و کارگردانی هم پرداخته‌است. آغاز فعالیت سینمایی با فیلم صبح خاکستر به کارگردانی تقی مختار به عنوان بازیگر در سال ۱۳۵۶ بوده‌است.
لطفی در مورد ساخت فیلم سرخ‌پوست‌ها در سال ۱۳۵۷ چنین می‌گوید:
در سال‌های دانشجویی دوست داشتم بازیگر بشوم. به خیابان ارباب جمشید رفت‌وآمد پیدا کردم و کم‌کم تماشای عشق فیلم‌هایی که از شهرستان به تهران می‌آمدند و در میان سیاهی‌لشکرها برای خودشان جایی باز می‌کردند یکی از اصلی‌ترین روزمرگی‌هایم شد. ماندگار شدم. بین‌شان ماندم و زندگی کردم و یادداشت برداشتم. دیگر چهره‌های اصلی‌شان هم من را کاملاً می‌شناختند. کریم ۴۱، حسن دکتر یا چیچو. سه‌چهار بار با سیاهی‌لشکرها سر صحنه هم رفتم. مینی‌بوس می‌آمد و همه‌شان تا جایی که می‌توانستند خودشان را جا می‌دادند و به کافه‌ها یا محل فیلم‌برداری می‌رفتند. آن‌هایی که باقی می‌ماندند برای هم خاطره تعریف می‌کردند و از شب‌های قبلی می‌گفتند.غلام حسین لطفی هم اکنون صاحب بزرگترین شهربازی در استان قزوین است(دالفک)هم چنین وی کافه ای در میدان مینودر(غریب کش)قزوین هم دارد..‌

## کارنامه بازیگری

### سینما
- ۱۳۹۸ - نارگیل۲ (داوود اطیابی)
- ۱۳۹۵ - خفگی (فریدون جیرانی)
- ۱۳۹۲ - معراجی‌ها (مسعود ده نمکی)
- ۱۳۹۲ - زنان ونوسی، مردان مریخی (کاظم راست‌گفتار)
- ۱۳۸۸ - بعد از ظهر سگی (مصطفی کیایی)
- ۱۳۸۶ - تسویه حساب (تهمینه میلانی)
- ۱۳۸۴ - قتل آنلاین (مسعود آب پرور)
- ۱۳۸۳ - عروس فراری (بهرام کاظمی)
- ۱۳۸۳ - من بن لادن نیستم (احمد طالبی نژاد)
- ۱۳۷۹ - شیفته (محمدعلی سجادی)
- ۱۳۷۷ - بازیگر (محمدعلی سجادی)
- ۱۳۷۵ - شب روباه (همایون اسعدیان)
- ۱۳۷۵ - هتل کارتن (سیروس الوند)
- ۱۳۷۴ - مرد آفتابی (همایون اسعدیان)
- ۱۳۷۳ - بوی خوش زندگی (ابوالحسن داودی)
- ۱۳۷۳ - در کمال خونسردی (سیامک شایقی)
- ۱۳۷۳ - دیوانه وار (کامران قدکچیان)
- ۱۳۷۳ - سمفونی تهران (کامران قدکچیان)
- ۱۳۷۳ - نیش (همایون اسعدیان)
- ۱۳۷۲ - هبوط (احمدرضا معتمدی)
- ۱۳۷۱ - اتل متل توتوله (محمد جعفری هرندی)
- ۱۳۷۰ - سیرک بزرگ (اکبر خواجویی)
- ۱۳۷۰ - جیب‌برها به بهشت نمی‌روند (ابوالحسن داودی)
- ۱۳۶۹ - پرده آخر (واروژ کریم‌مسیحی)
- ۱۳۶۹ - علی و غول جنگل (بیژن بیرنگ، مسعود رسام)
- ۱۳۶۷ - سرب (مسعود کیمیایی)
- ۱۳۶۰ - جاده (محمدعلی سجادی)
- ۱۳۶۰ - رسول پسر ابوالقاسم (داریوش فرهنگ)
- ۱۳۵۸ - جنگ اطهر (محمدعلی نجفی)
- ۱۳۵۷ - سرخ‌پوست‌ها (غلامحسین لطفی)
- ۱۳۵۶ - صبح خاکستر (تقی مختار)

### تلویزیونی
| سال تولید | نام مجموعه               | سمت          | کارگردان               | شبکه پخش‌کننده      |
| --------- | ------------------------ | ------------ | ---------------------- | ------------------ |
| ۱۳۹۶      | خان بابا و ارثیه فامیلی  | بازیگر مهمان | محسن آقالر             | شبکه قزوین         |
| ۱۳۹۴      | زندگی در دست تعمیر       | بازیگر       | سید محسن میرحسینی      | شبکه ۲             |
| ۱۳۹۳      | ما فرشته نیستیم          | بازیگر       | فلورا سام              | شبکه تهران         |
| ۱۳۹۳      | معراجی‌ها                 | بازیگر       | مسعود ده نمکی          | شبکه ۱             |
| ۱۳۹۲      | بچه‌های نسبتاً بد          | بازیگر       | سیروس مقدم             | شبکه ۱             |
| ۱۳۹۱–۱۳۹۲ | پژمان                    | بازیگر       | سروش صحت               | شبکه ۳             |
| ۱۳۹۰      | پنجره                    | بازیگر       | قدرت‌الله صلح میرزایی   | شبکه               |
| ۱۳۹۰      | ساختمان پزشکان           | حضور افتخاری | سروش صحت               | شبکه               |
| ۱۳۸۷      | دیدار                    | بازیگر       | سید جواد هاشمی         | شبکه               |
| ۱۳۸۵      | بایرام                   | بازیگر       | مسعود نوابی            | شبکه               |
| ۱۳۸۳      | پول کثیف                 | بازیگر       | جواد افشار             | شبکه تهران         |
| ۱۳۸۳      | خانه به دوش              | بازیگر       | رضا عطاران             | شبکه ۳             |
| ۱۳۸۳      | غریبانه                  | بازیگر       | قاسم جعفری             | شبکه تهران         |
| ۱۳۸۲      | رؤیای ناتمام             | بازیگر       | جواد اردکانی           | شبکه ۲             |
| ۱۳۸۰      | دردسرهای طلایی           | بازیگر       | شاپور قریب             | شبکه ۱             |
| ۱۳۷۹      | نود شب                   | بازیگر       | مهران مدیری            | شبکه ۳             |
| ۱۳۷۸      | دلبر آهنی                | بازیگر       | مهدی صباغ‌زاده          | شبکه ۵             |
| ۱۳۷۸      | شب روباه                 | بازیگر       | همایون اسعدیان         | شبکه ۲             |
| ۱۳۷۷      | ماجراهای خانواده تمدن    | بازیگر       | غلامعباس قنبری         | شبکه ۱             |
| ۱۳۷۵      | ضیافت                    | بازیگر       | حسین فرخی              | شبکه               |
| ۱۳۷۵      | سیاه، سفید، خاکستری      | بازیگر       | سیامک شایقی            | شبکه ۲             |
| ۱۳۷۵      | برگ سبز                  | بازیگر       | علی شوقیان             | شبکه               |
| ۱۳۷۵      | به رنگ صدف               | بازیگر       | عباس رنجبر             | شبکه ۱             |
| ۱۳۷۰      | هزاران برگ و هزار رنگ    | بازیگر       | حسین فردرو             | شبکه ۱             |
| ۱۳۷۰      | این خانه دور است         | بازیگر       | بیژن بیرنگ، مسعود رسام | شبکه ۲             |
| ۱۳۷۲–۱۳۶۹ | مش خیرالله صندوقچه اسرار | بازیگر       | حسین فردرو             | شبکه ۲             |
| ۱۳۶۹      | آذرستان                  | بازیگر       | امیرهوشنگ دانایی       | شبکه ۱             |
| ۱۳۶۷      | هشدارهای پلیس            | بازیگر       | محسن شاه‌محمدی          | شبکه               |
| ۱۳۶۶      | درخت دوستی               | بازیگر       | سعید خاکسار            | شبکه ۲             |
| ۱۳۶۳      | پیدایش صهیونیسم          | بازیگر       | ناصر یوسفی‌نژاد         | شبکه ۱             |
| ۱۳۶۳      | امیرکبیر                 | بازیگر       | سعید نیک‌پور            | شبکه ۱             |
| ۱۳۶۱      | محله برو بیا             | بازیگر       | داریوش مودبیان         | شبکه ۲             |
| ۱۳۶۱      | شاه‌شکار                  | بازیگر       | سعید نیک‌پور            | شبکه ۱             |
| ۱۳۵۶      | مستنطق                   | بازیگر       | شاپور قریب             | تلویزیون ملی ایران |
| ۱۳۵۰–۱۳۵۲ | دلیران تنگستان           | بازیگر       | همایون شهنواز          | تلویزیون ملی ایران |

### شبکه نمایش خانگی
- ۱۳۹۴-آشوب (کاظم راست‌گفتار)

## به عنوان کارگردان
- ۱۳۷۴ - پاک‌باخته
- ۱۳۶۴ - آئینه
- ۱۳۵۷ - سرخ‌پوست‌ها

## به عنوان نویسنده
- ۱۳۸۲ - ماهی طلایی من (جلال نعیمی)